# Герб Богородского района (Кировская область)
Герб муниципального образования «Богородский район» — опознавательно-правовой знак, составленный и употребляемый в соответствии с правилами геральдики, служащий символом муниципального района «Богородский район» Кировской области Российской Федерации.

## Описание герба
Описание герба:
В зелёном поле золотой с витым серебряно-золотым перевяслом, хлебный сноп, обременённый серебряной палитрой, в которой повышенно положен высокий червлёный крест, сопровождаемый в оконечности серебряным ключом в пояс, ушком влево и с поднятой вверх бородкой, имеющий серебряную каплю внутри ушка. В вольной части — герб Кировской области.

## Обоснование символики
Обоснование символики:
На гербе изображены: 
— сноп, являющийся характерной реалией сельскохозяйственного Богородского района и символом трудолюбия земледельцев-крестьян; золотой цвет колосьев отображает величие труда хлеборобов и уважение законов;
— перевясло снопа, соединённое с палитрой, указывающее на то, что Богородский район входит в Васнецовское кольцо;
— крест на палитре в знак того, что предки Васнецовых были священнослужителями;
— ключ — символическое изображение речки Талый Ключ, на которой возникло в своё время поселение, давшее начало центру района;
— зелёное поле — цвет надежды, мира, обновления.

## История создания
- 20 сентября 2000 — герб района утверждён решением Богородской районной Думы[1]

- Герб Богородского района Кировской области включён в Государственный геральдический регистр Российской Федерации под № 695[1].

## Варианты

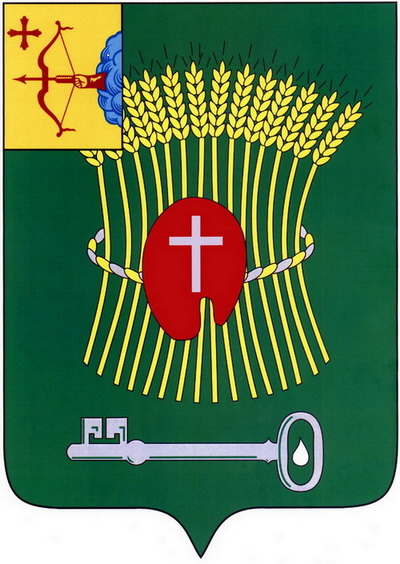
Вариант герба Богородского района

На сайте Богородского района приводится изображение и описание герба с изменёнными цветами:
В зелёном поле сноп из золотых колосьев, перевязанный витым серебряным и золотым шнуром, поверх которого червлёная палитра, обременённая серебряным четырёхконечным крестом с удлинённым нижним концом, сопровождаемый в оконечности серебряным положенным в пояс ключом бородкой вправо и вверх, в ушке которого — серебряная же капля. В вольной части — герб Кировской области.